# Manon. Das hohe Lied der Liebe
Manon. Das hohe Lied der Liebe ist ein deutscher Stummfilm aus dem Jahre 1919 von Friedrich Zelnik mit Lya Mara als Titelheldin Manon Lescaut.

## Handlung
Frankreich, zur Zeit des Barock. Die junge Manon Lescaut ist ein schönes, junges Mädchen und voller Lebensfreude. Ihre Eltern wollen, dass ihre Tochter ein Klosterleben führt. Manon und ihr Bruder sind auf der Reise zu Manons zukünftigem Lebensmittelpunkt, als die junge Frau den Studenten des Grieux kennenlernt. Dieser plant Priester zu werden. Beide verlieben sich ineinander, Manon hält sich zunächst zurück, da ihr Bruder als sittlich-moralischer Aufpasser zugegen ist. Schließlich kann sie ihm entfliehen und nach Paris entkommen.
Dort gönnt sie sich einen weiteren Liebhaber. Jahre später begegnen sich Manon und des Grieux wieder, als er als Priester mit seiner alten Liebe im Beichtstuhl konfrontiert wird. Des Grieux gesteht ihr erneut seine Liebe, und beide werden nun ein Paar. Doch ihre Beziehung ist zum Scheitern verurteilt. Manon macht hohe Schulden und verkommt mehr und mehr. Am Ende landet sie im Armenhaus und stirbt schließlich in seinen Armen.

## Produktionsnotizen
Manon. Das hohe Lied der Liebe, auch bekannt unter den Titeln Manon Lescaut und Das hohe Lied der Liebe, entstand 1919 im National-Film-Atelier in Berlin-Tempelhof und wurde, je nach Quelle, am 19. Juni 1919 oder im November 1919 in der Schauburg uraufgeführt. Der Film besaß in seiner ursprünglichen Länge sechs Akte auf 2211 Meter. Nach der Neuzensur im Juni 1921 wurde Manon Lescaut auf 1835 bzw. 1795 Meter heruntergekürzt.
Die Bauten schuf Artur Günther. Regisseur Zelnik und seine Hauptdarstellerin Lya Mara waren miteinander verheiratet.

## Kritik
Paimann’s Filmlisten resümierte: „Stoff, Spiel und die Rosenfest-Szene ausgezeichnet, Photos und Szenerie sehr gut.“